# Västra Orremossetjärnen
Västra Orremossetjärnen är en sjö i Årjängs kommun i Värmland och ingår i Göta älvs huvudavrinningsområde.